# Shalom Brune-Franklin
Pour les articles homonymes, voir Brune et Franklin.
Shalom Brune-Franklin, née le 18 août 1994 à St Albans (Royaume-Uni) est une actrice anglo-australienne connue pour avoir joué la soldate Maisie Richards dans la série Molly, une femme au combat diffusé sur la BBC, Umm Khulthum dans The State et Aoife dans la série australienne Doctor Doctor.
Elle joue dans le rôle de la détective Chloe Bishop dans les sept épisodes de la sixième saison de Line of Duty sur BBC One en 2021 et joue l'un des rôles principaux de The Tourist avec Jamie Dornan sur BBC One.

## Biographie
Shalom Brune-Franklin est née d'une mère mauricienne et d'un père anglais né en Thaïlande. Lorsqu’elle a 14 ans, elle déménage avec ses parents et son jeune frère, Siam, à Mullaloo, dans la banlieue de Perth en Australie-Occidentale,. Elle détient à la fois la nationalité britannique et australienne. 

## Début de carrière
Au cours de ses études au Lycée Ocean Reef, Shalom Brune-Franklin suit des cours d'art dramatique. Brune-Franklin s'inscrit pour étudier le journalisme à l'Université Edith Cowan mais après avoir découvert l'Académie australienne occidentale des arts du spectacle (WAAPA) au sein de cette même université, elle décide de devenir actrice.

## Filmographie

### Cinéma
| Année | Film                      | Rôle                 | Remarques     |
| ----- | ------------------------- | -------------------- | ------------- |
| 2013  | Rendez-vous au restaurant | Jennifer             | Court métrage |
| 2015  | Tryptophane               | Marchand de chocolat | Court métrage |
| 2016  | Avalanche Suisse          | houx                 | Court métrage |
| 2017  | OtherLife                 | Codeur #2            |               |
| 2017  | Thor : Ragnarok           | étudiante n ° 1      |               |

### Télévision
| Année     | Titre                      | Rôle            | Remarques        |
| --------- | -------------------------- | --------------- | ---------------- |
| 2016      | Barracuda                  | Léanne          | Épisode « 2000 » |
| 2016-2017 | Doctor doctor              | Aoife           | Série            |
| 2017      | The State                  | Umm Khulthum    | Mini-série       |
| 2017-2018 | Molly, une femme au combat | Maisie Richards | Série            |
| 2019      | Mauvaises mères            | Bindy           | Mini-série       |
| 2020      | La vallée des Moomins      | Hippocampes     | 2 épisodes       |
| 2020      | Cursed : La Rebelle        | Sœur Igraine    | Série            |
| 2020      | Roadkill                   | Rose Dietl      | Mini-série       |
| 2021      | Line of Duty               | DC Chloé Bishop | Rôle récurrent   |
| 2021      | La guerre des mondes       | Lily            | 2 épisodes       |
| 2022      | The Tourist (Mini-série)   | Lucie/Victoria  | Rôle principal   |
| 2024      | Mon petit renne            | Keeley          | Mini-série       |

### Théâtre
| Année | Jouer                                        | Rôle                 | Lieu                                                               | Remarques                             |
| ----- | -------------------------------------------- | -------------------- | ------------------------------------------------------------------ | ------------------------------------- |
| 2014  | Les raisins de la colère (pièce de théâtre)  | Tombes de Muley      | Western Australian Academy of Performing Arts, Mount Lawley, Perth |                                       |
| 2014  | Noces de sang                                | La Novia (La Mariée) | Western Australian Academy of Performing Arts, Mount Lawley, Perth |                                       |
| 2015  | Le Baladin du monde occidental               | Sara Tansey          | Western Australian Academy of Performing Arts, Mount Lawley, Perth |                                       |
| 2015  | Macbeth                                      | Lady Macbeth         | Western Australian Academy of Performing Arts, Mount Lawley, Perth |                                       |
| 2016  | Girl shut your mouth (Fille ferme ta gueule) | Grace                | Centre de théâtre d'État d'Australie occidentale, Perth            | avec Black Swan State Theatre Company |